# Argot juvenil català no interferit
L'argot català juvenil no interferit per la llengua dominant es fa servir en comarques amb una força lingüística important. Algunes institucions, com l'Institut d'Estudis Catalans i la Direcció General de Política Lingüística, accepten l'entrada de nous mots i expressions, encara que siguin d'altres llengües, mentre que altres, com el Cercle Vallcorba, només ho fan si hi ha documentació històrica. L'Optimot, per exemple, proposa com variant col·loquials o d'argot, principalment adaptacions d'expressions d'argot castellanes o angleses o bé argot dialectal ja documentat en diccionaris antics.
Hom cita sovint "el català que ara es parla" o "el català del carrer" per a defensar la modernització de la nostra llengua, la qual, com totes les llengües vives, evoluciona. En el nostre cas, com que tenim una llengua subordinada a l'espanyol a Andorra, la Franja de Ponent, Eivissa, Formentera, Mallorca, Menorca, el País Valencià i el Principat, i al francès a la Catalunya Nord, sovint les evolucions imiten la llengua dominant. És per aquest motiu que alguns lingüistes i acadèmics s'hi oposen, com serien els casos del professor Gabriel Bibiloni o el Cercle Vallcorba. Així doncs, no donen com a vàlid un mot si no en troben documentació històrica. D'altra banda, institucions com l'Acadèmia Valenciana de la Llengua, l'Institut d'Estudis Catalans, la Corporació Catalana de Mitjans Audiovisuals (a través de l'ésAdir) o la Direcció General de Política Lingüística (amb l'Optimot), entre d'altres, accepten l'entrada de nous mots i expressions, malgrat que siguin vinguts de llengües imposades i imperials com el castellà, el francès i l'anglès. Cada institució, evidentment, ho fa amb un parer propi i amb més o menys permissivitat. L'Optimot, a tall d'exemple, proposa tot sovint variant col·loquials o d'argot. Això és, maneres de dir conceptes, objectes i expressions que no siguin adequades en registres cultes. El parlar col·loquial del carrer. Totes les variants col·loquials que proposa, per això, son o variants o adaptacions d'expressions d'argot castellanes o angleses o bé argot dialectal ja documentat en diccionaris més antics. Per tant, només para esment, sembla ser, en el parlar juvenil dels carrers on el català no és tan viu. Perquè hi ha tot un argot juvenil forjat en comarques en què la llengua encara és prou forta que és ignorat tant pels defensors del "català genuí" com pels defensors del "català light" o el "català que ara es parla".